# Madeleine Gustafsson (handbollsspelare)
Madeleine Anette Gustafsson, född Grundström den 12 augusti 1980 i Stockholm, smeknamn "Madde" uppväxt i Märsta och Knivsta, är en svensk före detta handbollsmålvakt, som deltog i flera mästerskap för Sveriges damlandslag.

## Handbollskarriär
Madeleine Gustafsson (då med efternamnet Grundström) började handbollskarriären i Skånela IF. År 2000 lämnade hon moderklubben för elitserielaget Skövde HF. I Skövde landslagsdebuterade Grundström och höll en hög nivå. Hon utsågs till Årets handbollsspelare i Sverige 2004–2005
Hon var med i EM 2006, där Sverige nådde mellanspelet, och Grundström var en av orsakerna till framgången. Sverige var nära att gå till semifinal. Hon var även med i OS i Peking 2008. I OS-turneringen gick det inte så bra men Grundström tog revansch i EM 2008.
12 februari 2009 meddelade Madeleine Gustafsson att hon skulle göra ett uppehåll från landslaget, men i juni 2009 gjorde hon comeback i landslaget. Comebacken blev dock kortvarig.
Madeleine Gustafssons sista proffsklubb blev Aalborg DH, som hon lämnade efter säsongen 2008/2009. I september 2009 fick Gustafsson beskedet att hon var tvungen att sluta spela handboll på grund av ryggproblem. Sammanlagt spelade Grundström 148 landskamper för Sverige 2001–2009 och är av de största spelarna i svenska landslagets historia. Hon är Stor Flicka. 

## Privatliv och civil karriär
I juni 2009 gifte sig Madeleine Gustafsson med Mattias Gustafsson, även han vid tillfället handbollsspelare i Ålborg (AaB Håndbold) och landslagsspelare, och bytte efternamn från Grundström.
Madeleine Gustafsson är fastighetsmäklare. 

## Meriter
- VM 2001 i Italien: 8:a
- EM 2002 i Danmark: 15:e
- EM 2004 i Ungern: 14:e
- EM 2006 i Sverige: 6:a
- OS 2008 i Peking: 8:a
- EM 2008 i Makedonien: 9:a